# Schlacht am Sarus
Die Schlacht am Sarus war eine am Fluss Seyhan stattgefundene Schlacht zwischen den Oströmern unter Kaiser Herakleios und dem persischen General Schahrbaraz. Nach einer Reihe von Manövern gelang es Herakleios, die Armee des Schahrbaraz einzuholen, die auf die oströmische Hauptstadt Konstantinopel marschierte, an deren Belagerung sie zusammen mit den Awaren teilnehmen wollten. Die Schlacht war ein nomineller Sieg für die Oströmer, doch Schahrbaraz konnte seine Truppen in Schlachtordnung zurückziehen und seinen Marsch durch Kleinasien auf Konstantinopel fortsetzen und es schließlich belagern.